# تاریخ آموزش عالی در آمریکا

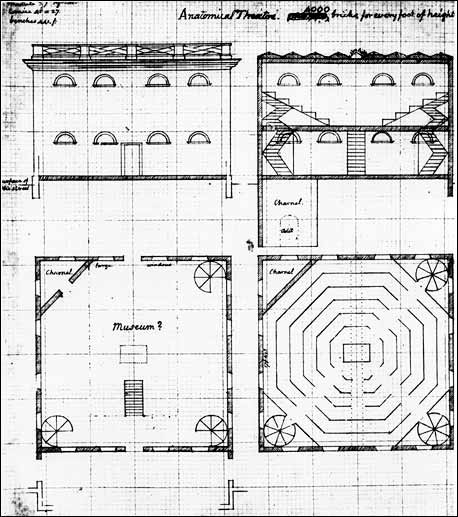
طرح معماری سالن آمفی تئاتر دانشگاه ویرجینیا، اثر توماس جفرسون در ۱۸۲۵.

در اوایل ۱۹۰۰ میلادی در ایالات متحده آمریکا، نزدیک به ۱٬۰۰۰ دانشگاه ۱۶۰٬۰۰۰ دانشجو را مشغول به تحصیل داشتند. از میان آنان، و در بین موسسات آموزش عالی در آمریکا، موسسات زیر دارای کهن‌ترین سابقه می‌باشند:
| موسسه                   | سال تأسیس |
| ----------------------- | --------- |
| دانشگاه هاروارد         | ۱۶۳۶      |
| دانشگاه ویلیام اند ماری | ۱۶۹۳      |
| دانشگاه ییل             | ۱۷۰۱      |
| دانشگاه پرینستون        | ۱۷۴۶      |
| دانشگاه کلمبیا          | ۱۷۵۴      |
| دانشگاه پنسیلوانیا      | ۱۷۵۷      |
| دانشگاه براون           | ۱۷۶۴      |
| دانشگاه راتگرز          | ۱۷۶۶      |
| کالج دارتموث            | ۱۷۶۹      |

با رواج یافتن اهمیت آموزش عالی در میان عموم، در بین سال‌های ۱۸۸۰ تا ۱۹۰۰، قریب ۲۵۰ دانشگاه جدید تأسیس گردید. و تعداد دانشجویان دوبرابر افزایش یافت.

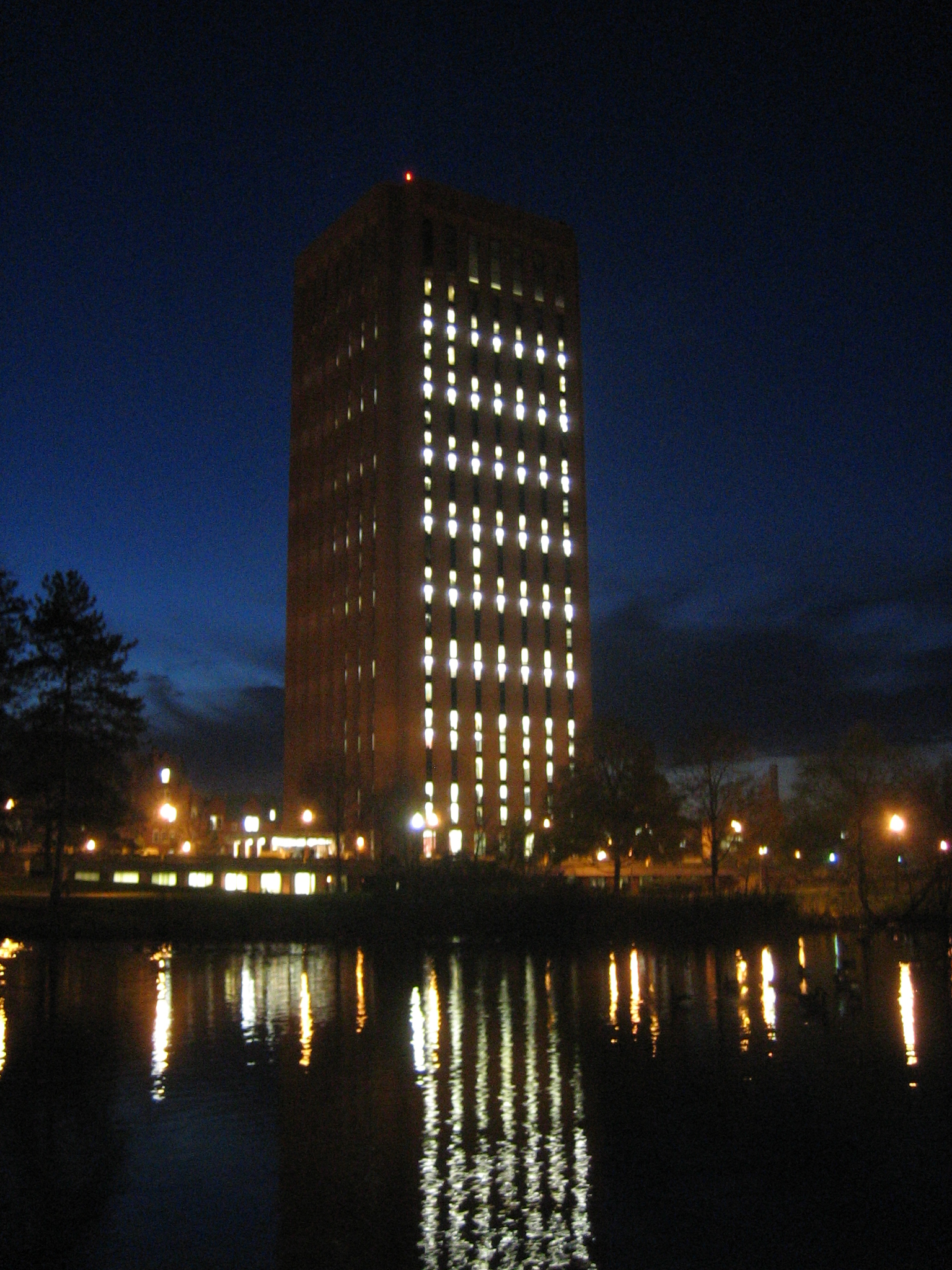
کتابخانه مرکزی دانشگاه ماساچوست در امهرست به افتخار دبلیو ای بی دوبوا نامگذاری گردیده. وی نخستین سیاهپوست آمریکایی بود که به دکترا دست یافت. (دانش آموخته ۱۸۹۵ میلادی)

## ورود زنان و سیاهپوستان به آموزش عالی آمریکا
نخستین دانشگاه ویژه زنان، بنام کالج واسر، در سال ۱۸۶۵ تأسیس گردید. دانشگاه تولین نیز دانشکده مخصوصی برای زنان در سال ۱۸۸۶ تأسیس گردانید، و ۲-۳ سال بعد دانشگاه کلمبیا، دانشگاه براون، و دانشگاه هاروارد نیز مشابها اقداماتی نمودند. با اینحال، زنان از سال‌ها قبل در موسساتی معتبر و دانشگاهی مثل کالج سوارثمور و کالج اوبرلین به‌طور مختلط با مردان مشغول به تحصیل بودند.
در سال ۱۸۷۳، دانشگاه بوستون اعلام کرد که نه تنها از زنان به عنوان دانشجو پذیرش بعمل می‌آورد، بلکه زنان را نیز به عنوان استاد استخدام می‌کند. دانشگاه کرنل نیز چند سال بعد مشابهاً عمل نمود.
الیاس نیو (به انگلیسی: Elias Neau) در سال ۱۷۰۴ موسسه‌ای آموزشی مخصوص بردگان سیاهپوست در شهر نیویورک تأسیس نمود. اما سیاهپوستان نیز فرصت تحصیل در موسسات آموزش عالی بزرگی همانند دانشگاه هوارد (که مخصوص آنان بود) را نیز پیدا نمودند. در سال ۱۹۰۰، قریب به ۳۴ دانشگاه مخصوص سیاهپوستان در حال فعالیت بودند.
بنیامین بنکر نخستین ریاضیدان سیاهپوست آمریکا محسوب میگردد. او عضو گروه نقشه‌برداری بود که مرزهای ناحیه کلمبیا را تعیین نمود.

## کمک سرمایه داران به آموزش عالی آمریکا

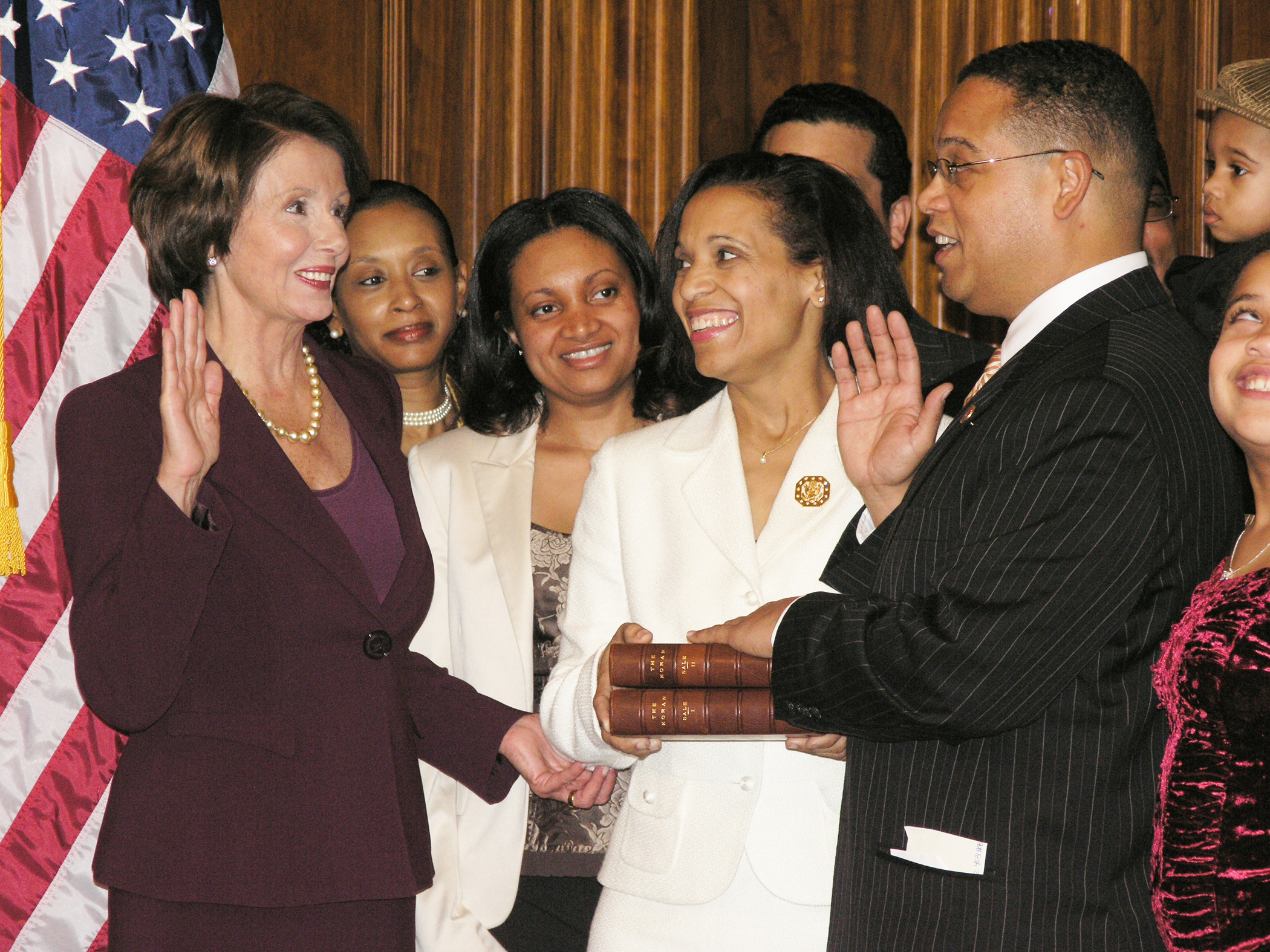
کیث الیسون (راست) در حال قسم خوردن به قرآن کریم در روز اول کار خود در مجلس نمایندگان آمریکا. دو جلد قرآن کریمی که در عکس مشاهده می‌شود متعلق به کتابخانه شخصی توماس جفرسون می‌باشد که توسط وی در سال ۱۸۱۵ به کتابخانه کنگره آمریکا اهدا گردیده بود. نانسی پلوسی در سمت چپ در حال قسم دادن آقای الیسون دیده می‌شود.

سرمایه داران و صاحبان صنعت آمریکایی در تاریخ آمریکا کمکهای مهمی به موسسات و توسعه آموزش عالی آمریکا نمودند. به‌طور نمونه، در سال ۱۸۸۵، لیلاند استانفورد و همسرش، که از صاحبان خط راه آهن قاره‌ای آمریکا بودند، دانشگاه استنفورد را تأسیس نمودند.
جان راکفلر نیز قریب به ۴۰ میلیون دلار (به نرخ زمان خود) به دانشگاه شیکاگو اهدا نمود. و نیز تأسیس دانشگاه راکفلر، که صاحب ۲۳ جایزه نوبل می‌باشد، متعلق به و مدیون اوست.
دانشگاه هاروارد نیز نام خود را به افتخار جان هاروارد انتخاب کرده. او بود که در سال ۱۶۳۸ با وقف نیمی از املاک خویش و کتابخانهٔ بزرگ شخصی اش، این دانشگاه تازه تأسیس را توسعه داد. مشابها، دانشگاه ییل نیز به افتخار شخص خیر دیگری به نام الیهو ییل (به انگلیسی: Elihu Yale) نامگذاری گردیده.
در سال ۱۷۳۱، بنیامین فرانکلین و ۵۰ تن از دوستانش، کتابخانه عمومی بزرگی بنام کمپانی کتابخانه فیلادلفیا (به انگلیسی: Library Company of Philadelphia) را تأسیس کردند که طرفداران کم بضاعت فراوانی پیدا کرد.
پس از اینکه نیروهای ارتش بریتانیا به کتابخانه کنگره آمریکا یورش برده و آن را سوزاندند، توماس جفرسون در سال ۱۸۱۵ با اهدای کتابخانه شخصی خود (حاوی ۶٬۸۴۷ کتاب از جمله ۲ جلد قرآن خطی) به کنگره، نام خود را از بانیان تاریخی این کتابخانه عظیم الجثه جاودانه نمود. 

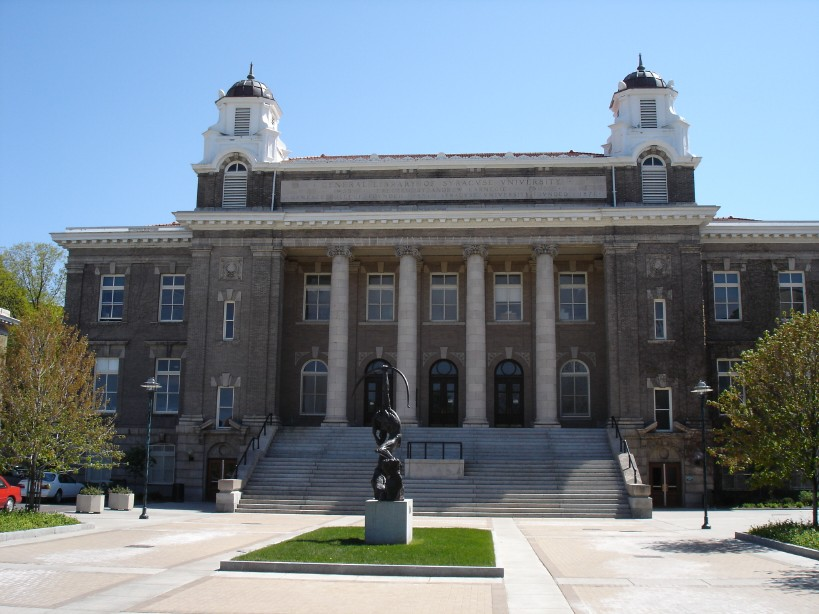
یکی از کتابخانه‌های ساخت اندرو کارنگی: کتابخانه مرکزی دانشگاه سیراکیوز.

از دیگر نام‌های بزرگ آمریکا که در تاریخ این کشور بدلیل کمکهای خود به فرهنگ و آموزش عالی این کشور نامی جاودانه دارند، جیمز اسمیتسون (به انگلیسی: James Smithson) را می‌توان نام برد که موسسه اسمیتسونی را با اهدای ۱۰۰٬۰۰۰ سکه طلا (طبق وصیتنامهٔ خود) توسعه بخشید. و نیز هنری وندربیلت، که دانشگاه وندربیلت و تالار اپرای متروپولیتن نیویورک را با حمایت مالی خود تأسیس نمود.
اندرو کارنگی نیز ثروت خود را صرف تأسیس موسسات سودمند همگانی بسیاری مانند کتاب‌خانه‌ها و مدارس و دانشگاه‌ها کرد، بطوریکه در مدت عمر خود ۳۰۰۰ کتابخانه عمومی (همانند کتابخانه مرکزی سیاتل) تأسیس نمود، و قریب ۳۵۰ میلیون دلار (به نرخ زمان خود) صرف ساخت اماکنی (همچون تالار کارنگی) و حمایت از برنامه‌های فرهنگی نمود.

## وقایع مهم در تاریخ آموزش عالی در آمریکا

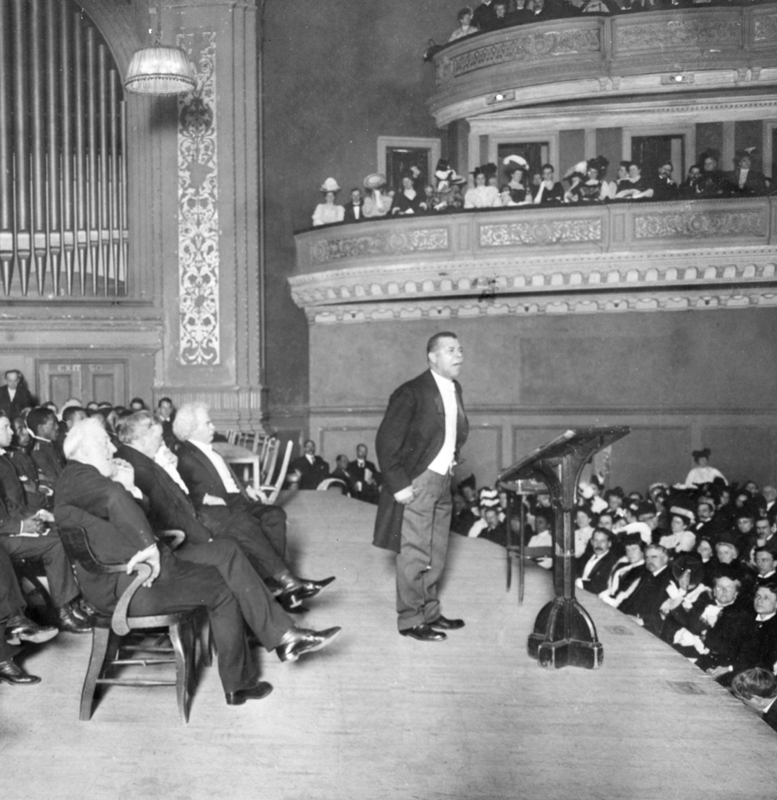
بوکر تی واشینگتن از نخستین استادان دانشگاهی سیاهپوست آمریکا در حال سخنرانی در تالار کارنگی در ۱۹۰۶. مارک توین در پشت او نشسته دیده می‌شود.

برخی از مهم‌ترین وقایع در تاریخ آموزش عالی در آمریکا عبارتند از:
- ۱۶۳۵: تأسیس مدرسه گرامر بوستون در ماساچوست
- ۱۶۳۶: تأسیس دانشگاه هاروارد
- ۱۶۴۷: قانون ماساچوست ۱۶۴۷ تصویب شد. بر اساس این قانون، تمام روستاهای با بیش از ۱۰۰ خانوار موظف می‌شوند که یک استاد گرامر لاتین در مدارس خود استخدام کرده تا دانش آموزان را برای ورود به دانشگاه هاروارد تربیت کنند.
- ۱۶۹۰: انتشار An Essay Concerning Human Understanding اثر جان لاک. این نوشتار بسیار مورد توجه محافل آموزشی آمریکا قرار می‌گیرد.
- ۱۶۹۰: کتاب THE NEW ENGLAND PRIMER به عنوان کتاب آموزشی استاندارد در سرتاسر مستعمرات نیوانگلند آمریکا انتخاب می‌گردد.
- ۱۶۹۳: تأسیس نخستین دانشگاه در مستعمرات جنوبی بنام کالج ویلیام اند ماری
- ۱۷۴۳: بنیامین فرانکلین انجمن فیلسوفان آمریکا را تأسیس می‌کند که بشدت تحت تأثیر نظریات جان لاک قرار دارد.
- ۱۷۵۱: بنیامین فرانکلین یک آکادمی تأسیس می‌کند که امروزه دانشگاه پنسیلوانیا نام دارد.
- ۱۸۱۷: تأسیس نخستین مدرسه ناشنوایان در آمریکا توسط توماس گالودت. پسر او در ۱۸۶۴ نیز نخستین دانشگاه ناشنوایان را (بنام دانشگاه گالودت) تأسیس می‌کند.
- ۱۸۲۹: تأسیس نخستین مدرسه نابینایان کشور در ماساچوست
- ۱۸۵۴: پذیرش نخستین دانشجویان سیاهپوست در یک دانشگاه (دانشگاه لینکلن)